# Hacia la Fundación
Hacia la Fundación es una novela escrita por Isaac Asimov y publicada de forma póstuma en 1993. Es la segunda de las precuelas del Ciclo de Trántor. Está escrita en el mismo estilo que la novela original Fundación, debido a que es una novela formada por capítulos con largos intervalos entre ellas. Ambos libros fueron publicados primero como historias cortas independientes en revistas de ciencia ficción.

## Argumento
En Hacia la Fundación, Isaac Asimov continúa narrando la biografía de Hari Seldon, que empezó a relatar en Preludio a la Fundación. El libro comienza en Trántor, la capital del Imperio Galáctico, 8 años después de los sucesos ocurridos en Preludio a la Fundación. En esta novela se muestra cómo Seldon desarrolló su teoría de la psicohistoria desde el concepto hipotético hasta una aplicación práctica a los sucesos del Imperio Galáctico.
Empieza durante los últimos años del reinado del emperador Cleón I. El trabajo psicohistórico de Hari hace que entre en la escena política del Imperio como primer ministro del emperador sustituyendo al primer ministro Eto Demerzel que desaparece misteriosamente. Hari sabe que Eto Demerzel realmente es el robot R. Daneel Olivaw que está intentando ayudar a la humanidad. Logró salvar su vida de un intento de asesinato en el que usaban a su propio hijo, Raych Seldon, a quien había enviado para que averiguase sobre la posible conspiración contra el Emperador. Le salva su mujer, Dors Venabili, que es realmente un robot.
Hari mantiene su posición como primer ministro durante la última década del reinado de Cleón I. Después del asesinato del Emperador por un jardinero, la consecuente Junta Militar le perdona la vida debido a un acuerdo en el cual Seldon dimitió de su cargo y apoyó a la Junta, dado su perfil de científico y como parte de la estrategia que intenta mantener la idea del Imperio.
Gradualmente, de forma similar a como le ocurre al declive del Imperio, pierde todo aquello que le es cercano. La esposa de Hari es asesinada tras las sospechas por parte de los militares de que se trata de un robot. Su hijo adoptivo Raych muere en la rebelión de Santanni contra el Imperio, mientras su nuera y nieta se pierden con la nave espacial que las transportaba. Yugo Amaryl, su compañero fiel, que ha trabajado de forma exhaustiva en el proyecto de la psicohistoria mientras él mismo era primer ministro o tenía otras tareas administrativas del proyecto muere por exceso de estrés en su trabajo. 
Sólo le queda su nieta, Wanda Seldon, quien casualmente, casi coincidiendo con la muerte de Yugo Amaryl descubre que tiene poderes mentales que le permiten leer la mente de las personas y en cierta forma "empujarles" a hacer algo. Tras encontrar a otra persona, Stettin Palver, que también tiene este don se dedican a buscar a más personas ya que al encontrarse juntos sus poderes aumentan. De esta forma, un tanto casual, comienza la historia de la Segunda Fundación, sus actividades permanecen en secreto hasta para el propio Hari Seldon.
El Imperio Galáctico acelera su declive a medida que pasa el tiempo produciéndose un incremento de la inseguridad ciudadana, falta de luz en las bóvedas o carencia de especialistas médicos. Este declive coincide con los últimos días de Hari. En estos días establece el gran secreto de la psicohistoria, el plan diseñado a grandes trazos que se conocerá como la Fundación.

## Referencia bibliográfica
- Isaac Asimov, Hacia la Fundación. Madrid: Editorial La Factoría de Ideas, 2010. ISBN 9788498006124
- –, Hacia la Fundación. Barcelona: Editorial Debolsillo, 2003. ISBN 9788497597692

- Datos: Q938629